# Радовлиця
Радовлиця (словен. Radovljica) — поселення в общині Радовлиця, Горенський регіон, Словенія. Висота над рівнем моря: 491,2 м.

## Відомі люди
- Антон Томаш Лінгарт (1756—1795) — драматург та історик, теоретик австрославізма.